# گلیا مارکیزوا
گلیا مارکیزوا (روسی: Энгельси́на Серге́евна Маркизова؛ ۱۶ نوامبر ۱۹۲۸ – ۱۱ مهٔ ۲۰۰۴) شرق‌شناس اهل اتحاد جماهیر شوروی سوسیالیستی بود. زنی بوریات بود که در کودکی پس از نمایش در عکسی در آغوش رهبر شوروی ژوزف استالین به شهرت رسید، تصویری که به یکی از ماندگارترین نمادهای تبلیغاتی تبدیل شد. او در این عکس به عنوان نماد سپاسگزاری برای دوران کودکی شاد نشسته‌است.

## ماجرا
گلیا در خانواده کمیسر مردمی کشاورزی جمهوری خودمختار بوریات-مغولستان «آردان مارکیزوف» متولد شد. در ژانویه ۱۹۳۶، آردان مارکیزوف یکی از رهبران هیئتی از بوریات-مغولستان بود که وارد مسکو شد. دختربچه زیبای او به‌طور ویژه به ملاقات با استالین برده شد. در این جلسه، گلیا یک دسته گل به استالین داد که روی آن نوشته شده بود: "این گل‌ها توسط بچه‌های بوریات-مغولستان به شما داده می‌شود." رهبر استالین ختر را در آغوش خود بلند کرد و او را بوسید. این لحظه توسط بسیاری از عکاسان و فیلم‌های خبری حاضر ثبت شد. روز بعد، عکسی از استالین در حالی که گلیا را در آغوش داشت، در تمام روزنامه‌ها منتشر شد که روی آن نوشته شده بود "از تو متشکرم رفیق استالین به خاطر کودکی شادمان!" در آینده، این عکس تکرار شد، پوسترها و نقاشی‌ها از آن کشیده شد، صدها مجسمه ساخته شد.
در سال ۱۹۳۷، پدر آردان مارکیزوف دستگیر شد و متهم به تهیه سوءقصد علیه استالین شد و تیرباران شد. به زودی گلیا نیز مادر خود را از دست داد: مادر گلیا نیز دستگیر شد. گلیا در یتیم خانه‌های شوروی نگهداری می‌شد، جایی که هیچ‌کس باور نمی‌کرد که او همان دختر عکس مشهور است.
از آنجایی که تعداد بی‌حساب پوستر، نقاشی، مجسمه و سایر مواد تبلیغاتی از عکس رهبر با دختر کمیسر خلق مارکیزوف در آغوش او ساخته شده بود، حذف آنها ممکن نبود، بنابراین ایدئولوگ‌ها بی سر و صدا تصمیم گرفتند نام دختر را تغییر دهند. گلیای غیرقابل اعتماد به یک دختر نوجوان تاجیک به نام «مملکات ناخانگووا» تبدیل شد. آنها تصمیم گرفتند که مملکات را همان دختر شش ساله بخوانند که در آغوش استالین نشسته بود. تصویری از «مملکات ناخانگووا» با استالین برداشته شد و اگر کسی بیان می‌کرد که دختری که در تصویر است با دختر قبلی تفاوت دارد به عنوان مرتد ضدانقلاب محکوم می‌شد.